# Anaspis hayashii
Anaspis hayashii es una especie de coleóptero de la familia Scraptiidae.

## Distribución geográfica
Habita en Japón.